# Čikuma (1938)
Čikuma (japonsky: 筑摩) byla druhý těžký křižník třídy Tone a druhý křižník toho jména v japonském císařském námořnictvu. Většinou se, spolu se svojí sesterskou lodí Tone, zúčastnila bojů za druhé světové války, kdy často doprovázela svazy letadlových lodí a svými hydroplány zajišťovala průzkum a hlídkování. Obě lodě tvořily 8. džunjókan sentai (巡洋艦戦隊 ~ křižníková divize), která byla v lednu 1944 rozpuštěna a obě jednotky přiřazeny k 7. džunjókan sentai.
Doprovázela úderný svaz letadlových lodí (機動部隊 Kidó Butai) během útoku na Pearl Harbor, podporovala druhý pokus o dobytí atolu Wake a obsazení Rabaulu. Zúčastnila se útoku na Port Darwin a eliminace námořních sil ABDACOM při japonské invazi do jihozápadního Tichomoří. Poté se zúčastnila nájezdu do Indického oceánu. Její průzkumný letoun sledoval USS Yorktown během bitvy u Midway a naváděl na něj japonské bombardéry a poté i ponorku I-168. Během bitvy u východních Šalomounů její průzkumné letouny objevily americké letadlové lodě. Během bitvy u Santa Cruz byla vážně poškozena bombardéry z amerických letadlových lodí a její oprava trvala až do konce února 1943.
Poté operovala převážně spolu s jádrem Spojeného loďstva, takže do bojů v „krysích dírách“ Šalomounových ostrovů téměř nezasáhla. Výjimkou měl být protiútok proti americkému vylodění na Bougainville v listopadu 1943, který byl ale překažen náletem na Rabaul, při kterém byla Čikuma lehce poškozena. V březnu 1944 se zúčastnila dalšího nájezdu do Indického oceánu a poté v červnu bitvy ve Filipínském moři. Během série bitev v souvislosti s japonským pokusem o odražení americké invaze na Filipíny byla součástí Centrálního svazu viceadmirála Kurity, který se ráno 25. října 1944 nečekaně objevil na dostřel od nic netušících amerických eskortních letadlových lodí u ostrova Samar. Během bitvy u ostrova Samar byla Čikuma zasažena celkem třemi torpédy Bliss-Leavitt Mark 13 vypuštěnými TBM Avengery z eskortních letadlových lodí amerických svazů „Taffy 2“ a „Taffy 3“. Neovladatelné a nemohoucí lodi zasadil ránu z milosti japonský torpédoborec Nowaki, který převzal její posádku. Jelikož ale i sám Nowaki byl později potopen, přežil bitvu u ostrova Samar (podle japonských zdrojů) pouze jediný námořník z celé posádky těžkého křižníku.

## Popis

### Pohon
Pohon zabezpečovalo 8 kotlů Kampon, které poháněly 4 turbíny. Výsledný výkon až 152 000 k přenášely čtyři hřídele. Maximální rychlost lodě byla 35 uzlů.

### Výzbroj a pancéřování
Hlavní výzbroj sestávala z osmi kanónů ráže 203,2 mm ve čtyřech dvouhlavňových věžích model E3 na přídi, čímž jednotky třídy Tone získaly charakteristickou siluetu. Sekundární a těžkou protiletadlovou výzbroj tvořilo osm děl ráže 127 mm uložených ve čtyřech dvouhlavňových věžích typu A1 model 1. Lehkou protiletadlovou výzbroj tvořilo zpočátku 12 kanónů ráže 25 mm. Loď měla dvanáct torpédometů ráže 610 mm. Během její služby byl v listopadu 1942 nainstalován radar 21 Gó a rozšířena protiletadlová výzbroj na 16 x 25 mm. V prosinci 1943 a v červenci 1944 pak byla protiletadlová výzbroj opět rozšířena: nejprve na 20 x 25 mm a poté na 55 x 25 mm. V červenci 1944 bylo radarové vybavení obohaceno o jeden radar 13 Gó a dva 22 Gó (jestli zůstal zachován radar 21 Gó není jednoznačné).
Dva katapulty se nacházely v zadní části lodě. Loď mohla nést až osm hydroplánů, avšak nosila jen pět, nejprve Nakadžima E8N a později Aiči E13A.
Boční 145mm pancéřový pás se směrem dolů zužoval na 55 mm. Paluba byla chráněna pancířem o síle 31-65 mm, věže hlavní ráže 25 mm, barbety a velitelská věž až 40-90 mm. Muniční sklady měly pancíř síly až 127 mm.

## Stavba
Kýl lodě byl položen 1. října 1935 v loděnicích firmy Micubiši v Nagasaki. Spuštění na vodu se dočkala 19. března 1937 a do služby u námořnictva byla přijata 30. května 1939. Původně měly být jednotky třídy Tone lehkými křižníky vyzbrojenými dvanácti 155mm/60 děly ve čtyřech trojhlavňových věžích na přídi. Vypovězení Washingtonské konference 29. prosince 1934 ale mělo za následek, že lodě byly dokončeny rovnou jako těžké křižníky.

## Služba

### Potopení
Dle knihy Kučikukan Nowaki Monogatari, kterou napsal Kijoo Satoh, který byl navigačním důstojníkem na torpédoborci Nowaki, ale byl z něj převelen 22. září 1944, měsíc před potopením, byl jediným přeživším dělostřelecký poddůstojník Jošiaki Hajaši, který sloužil ve věži č. 4. Ten pocházel z prefektury Tojama a v civilu byl učitelem na základní škole. Ten, ačkoliv se k němu a dalším přeživším přiblížil Nowaki, se rozhodl neplavat k němu a zemřít. Ironií osudu však je, že i Nowaki byl později potopen a celá posádka, včetně trosečníků zahynula. Hajašiho po třech dnech ve vodě zachránili Američané, kteří ho umístili do zajateckého tábora na ostrově Leyte a zde dožil konce války. Díky němu byly známy veškeré okolnosti okolo potopení Čikumy a následné záchrany přeživších.
Dne 20. dubna 1945 byla Čikuma vyškrtnuta ze seznamu lodí japonského císařského námořnictva.